# Piratage de l'émetteur de Southern Television

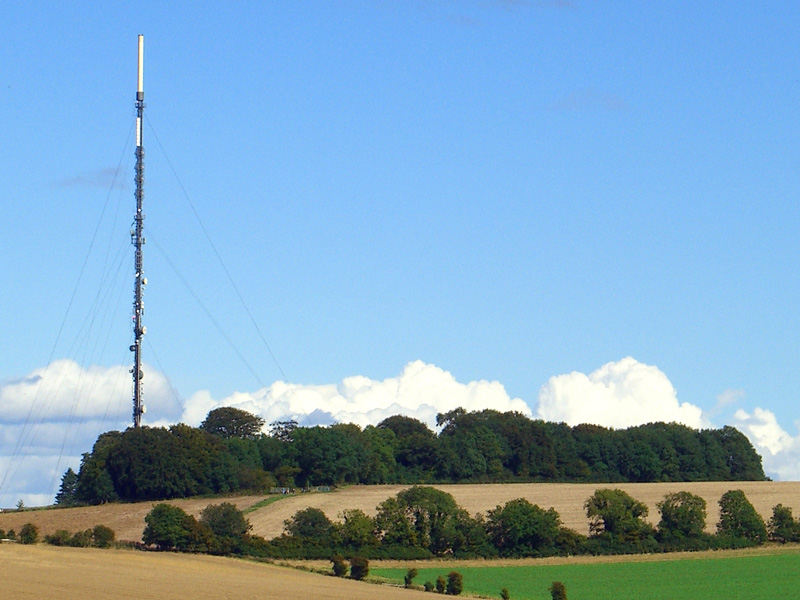
L'émetteur radio d'Hannington piraté

Le piratage de l'émetteur de Southern Television (en) à Hannington dans le Hampshire (sud de l'Angleterre) est une intrusion dans son signal de diffusion qui se produisit le samedi 26 novembre 1977 à 17 h 10. Brouillée et accompagnée d'un bourdonnement grave, une voix s'identifiant comme étant celle de « Vrillon, représentant du commandement galactique d'Ashtar », se superposa, pendant quelque cinq minutes et demie, à celle d'Ivor Mills, présentateur du journal télévisé du soir produit par Independent Television News (ITV), pour inviter l'humanité à renoncer à ses armements et ainsi participer au « grand éveil à venir » et « atteindre un stade supérieur de l'évolution ».
L'événement suscita des centaines d'appels téléphoniques de la part de membres du public inquiets et fut largement couvert par les journaux britanniques et américains. Ces comptes rendus sont parfois contradictoires, notamment en ce qui concerne le nom utilisé par l'orateur et le libellé de son message. 
Des enquêtes ultérieures montrèrent que l'émetteur de Hannington avait rediffusé le signal d'un petit émetteur non autorisé placé à proximité, au lieu de la source prévue. L'auteur du canular n'a jamais été identifié.

## Explication du piratage
À l'époque, l'émetteur de télévision UHF de Hannington avait la particularité d'être l'un des rares émetteurs principaux à rediffuser un signal hors antenne reçu d'un autre émetteur (l'émetteur de Rowridge de l'Independent Broadcasting Authority (IBA) sur l'île de Wight), plutôt que d'être alimenté directement par une ligne terrestre. Par conséquent, il était ouvert à ce type d'intrusion dans le signal, car même une émission de faible puissance très proche du récepteur de rediffusion pouvait neutraliser la réception du signal prévu, ce qui faisait que l'émission non autorisée était amplifiée et rediffusée dans une zone beaucoup plus large. L'IBA a déclaré que la réalisation d'un tel canular nécessitait « une quantité considérable de savoir-faire technique » tandis qu'un porte-parole de Southern Television donnait l'explication suivante : « Un mauvais plaisant a brouillé notre émetteur dans les forêts du North Hampshire en installant tout près de lui un autre émetteur ». Ce plaisantin n'a jamais été identifié.

## Message canularesque traduit en français
« Ceci est la voix de Vrillon, représentant du commandement galactique d'Ashtar, qui vous parle. Durant de nombreuses années vous nous avez vus sous la forme de lumières dans le ciel. Nous nous adressons à présent à vous dans la paix et la sagesse comme nous l'avons fait avec vos frères et sœurs partout sur ce qui est votre planète Terre. 
Nous venons vous avertir du destin de votre race et de votre monde pour que vous puissiez instruire vos semblables du chemin à suivre pour éviter le désastre qui menace votre monde et les êtres sur d'autres mondes qui vous entourent. 
Nous le faisons afin que vous puissiez prendre part au grand réveil alors que votre planète entre dans la nouvelle ère du Verseau. La nouvelle ère peut être un temps de grande paix et d'évolution pour votre race, mais seulement si vos dirigeants sont avertis des forces malveillantes qui peuvent obscurcir leur jugement. 
Ne bougez pas et écoutez car l'occasion de le faire ne se présentera peut-être plus. Toutes vos armes maléfiques doivent être supprimées. L'époque des conflits appartient maintenant au passé et la race à laquelle vous appartenez peut avancer vers les stades plus élevés de son évolution si vous vous en montrez dignes. Vous n'avez que peu de temps pour apprendre à vivre ensemble en paix et dans la bonne volonté. De petits groupes un peu partout sur la planète sont en train d'apprendre ceci et existent pour vous transmettre à tous la lumière du nouvel âge naissant. 
Vous êtes libres d'accepter ou de rejeter leurs enseignements, mais seuls ceux qui apprennent à vivre en paix passeront aux domaines plus élevés de l'évolution spirituelle. Écoutez maintenant la voix de Vrillon, représentant du commandement galactique d'Ashtar, qui s'adresse à vous. Soyez aussi conscients qu'il y a beaucoup de faux prophètes et guides qui opèrent dans votre monde. Ils aspireront votre énergie - l'énergie que vous appelez argent, et l'utiliseront à des fins mauvaises et vous donneront des déchets sans valeur en retour. 
Votre moi intérieur divin vous protégera contre cela. Vous devez apprendre à être sensible à votre voix intérieure qui peut vous dire ce qui est vérité et ce qui est confusion, chaos et contre-vérité. Apprenez à écouter la voix de la vérité qui est en vous et vous vous mènerez vous-même sur le chemin de l'évolution. Ceci est notre message à nos chers amis. Nous vous avons regardé grandir durant de nombreuses années alors que vous observiez nos lumières dans le ciel.
Vous savez maintenant que nous sommes ici et qu'il y a plus d'êtres sur Terre et autour d'elle que vos scientifiques ne l'admettent. Nous sommes profondément inquiets à votre sujet et au sujet de votre chemin vers la lumière et nous ferons tout ce qui est en notre pouvoir pour vous aider. N'ayez pas peur, cherchez seulement à vous connaître vous-mêmes, et vivez en harmonie avec la façon d'être de votre planète Terre. 
Le commandement galactique d'Ashtar vous remercie de  votre attention. Nous quittons à présent votre plan d'existence. Puissiez-vous être bénis par l'amour et la vérité suprêmes du cosmos »,.

## Réaction du public et des médias
Des centaines de téléspectateurs, inquiets de l'occultation de leur poste et de la disparition du son normal, inondèrent la Southern Television d'appels. 
Le lendemain, dans les journaux du dimanche, l'IBA annonça que l'émission était un canular, le premier de la sorte.